# Селлінгербетсе
Селлінгербетсе (нід. Sellingerbeetse) — селище в нідерландській провінції Гронінген. Входить до муніципалітету Вестерволде.
Протягом 1945—1948 років на території селища функціонував табір для членів СС та нідерландських колабораціоністів, які наприкінці Другої світової війни відступали на північ Нідерландів під тиском наступаючих сил союзників.